# Aniela Mieczysławska
Aniela Mieczysławska de domo Lilpop 2. voto Raczyńska (ur. 27 maja 1910 w Warszawie, zm. 14 października 1998 w Londynie) – polska działaczka emigracyjna, pierwsza dama.
Była córką architekta Franciszka Lilpopa i Haliny Wieniawskiej. Ukończyła prywatną pensję dla panien w Warszawie. W 1932 wyszła za mąż za Witolda Friedmana Mieczysławskiego (1907- 1991), pracownika MSZ, syna poety Jana. Wyjechała z nim na placówkę do Wrocławia, gdzie przebywa do grudnia 1933. Następnie pojechała do Kiszyniowa, a od 1935 mieszkała w Bukareszcie. 6 września 1939 była wraz z mężem w Warszawie i postanowiła powrócić do Bukaresztu, gdzie jej mąż zorganizował ewakuację polskich żołnierzy z Rumunii do Francji jako cywilów. W Bukareszcie ambasadorem był Roger Adam Raczyński, brat jej drugiego męża, a sekretarzem ambasady Jerzy Giedroyc. W 1941 przez Francję i Portugalię Mieczysławska dotarła do USA, a mąż do Londynu. Był to formalny koniec ich małżeństwa, pozostali w separacji. W USA Aniela uczestniczyła w życiu emigracyjnym, pomagała organizować pomoc dla żołnierzy. Po wojnie została współpracownicą Kultury paryskiej wydawanej przez Jerzego Giedroycia. Aż do śmierci łączyła ją serdeczna przyjaźń z Józefem Czapskim. Po śmierci drugiej żony Edwarda Raczyńskiego, przeniosła się do Londynu i została partnerką życiową Raczyńskiego na prawie 30 lat. Ich ślub odbył się dopiero w 1991 (po śmierci pierwszego męża Anieli). W 1993 straciła wszystkich swoich bliskich. W styczniu zmarł Józef Czapski, w maju siostra Felicja, malarka. W czerwcu druga siostra Halina, żona Artura Rodzińskiego, a w lipcu umiera mąż. Nie pojechała na pogrzeb męża do Rogalina, wycofała się z życia towarzyskiego, do końca życia zostając na emigracji.